# Olympische Sommerspiele 1908/Leichtathletik – 110 m Hürden (Männer)
Der 110-Meter-Hürdenlauf der Männer bei den Olympischen Spielen 1908 in London wurde am 25. Juli 1908 im White City Stadium entschieden. An den beiden Tagen zuvor gab es Vor- und Zwischenläufe zur Ermittlung des Finalfeldes.
Es wurde nicht auf der Aschenbahn des Stadions gelaufen, sondern auf einer Grasbahn im Innenraum.
Die US-Amerikaner konnten einen dreifachen Erfolg verbuchen. Olympiasieger wurde Forrest Smithson, Silber ging an John Garrels, Bronze gewann Arthur Shaw.

## Rekorde
Der Weltrekord war damals noch inoffiziell und wurde in allen drei Fällen über 120 Yards erzielt, das entspricht 109,728 Metern, womit die Distanz eigentlich zu kurz war. Nach den heute geltenden Regeln wäre keine Anerkennung möglich. In der unten genannten Literatur von Kluge ist als Rekordzeit 15,4 s gelistet. Bei Sports-Reference sind ohne Jahreszahl nur John Garrels und Arthur Shaw als Weltrekordler aufgeführt, die Zeit wird dort ebenfalls mit 15,4 s benannt.
| Weltrekord         | 15,2 s | Alvin Kraenzlein | USA | Chicago (USA), 18. Juni 1898         |
| Weltrekord         | 15,2 s | John Garrels     | USA | 1. Juni 1907                         |
| Weltrekord         | 15,2 s | Arthur Shaw      | USA | 29. Mai 1908                         |
| Olympischer Rekord | 15,4 s | Alvin Kraenzlein | USA | Finale OS Paris (FRA), 14. Juli 1900 |

Folgende Rekorde wurden bei den Olympischen Spielen gebrochen oder eingestellt:
| ORe | 15,4 s | USA |                   | Forrest Smithson Halbfinale, 24. Juli |
| WR  | 15,0 s | USA | Endlauf, 25. Juli | Forrest Smithson Halbfinale, 24. Juli |

## Ergebnisse

### Vorläufe (23. Juli)
Die verhältnismäßig große Anzahl von Vorläufen ist nur dadurch zu erklären, dass wesentlich mehr Läufer gemeldet waren, dann jedoch nicht antraten. In mehreren Fällen blieb nur ein einziger Läufer übrig. Ob diese Vorläufe dann tatsächlich ausgetragen wurden, ist unklar. Vermutlich kamen die betreffenden Läufer kampflos in den Zwischenlauf.
Für die Zwischenläufe qualifizierten sich nur die jeweiligen Laufsieger – hellgrün unterlegt.
Die in Klammern angegebenen Zeiten stammen aus der unten genannten Literatur von zur Megede und sind vermutlich geschätzt.

#### 1. Vorlauf
| Platz | Athlet                 | Land           | Zeit (s) |
| ----- | ---------------------- | -------------- | -------- |
| 1     | Alfred Healey          | Großbritannien | 15,8     |
| 2     | Henry St. Aubyn Murray | Australasien   | (16,3)   |
| 3     | Doug Stupart           | Südafrika      | k. A.    |

Alfred Healey gewann mit einem Vorsprung von vier Yards.

#### 2. Vorlauf
| Platz | Athlet          | Land           | Zeit (s) |
| ----- | --------------- | -------------- | -------- |
| 1     | John Garrels    | USA            | 16,2     |
| 2     | Arthur Halligan | Großbritannien | k. A.    |

Arthur Halligan hatte einen Rückstand von 7 Yards.

#### 3. Vorlauf
| Platz | Athlet               | Land           | Zeit (s) |
| ----- | -------------------- | -------------- | -------- |
| 1     | Oswald Groenings     | Großbritannien | 16,4     |
| 2     | Georgios Skoutaridis | Griechenland   | k. A.    |

Oswald Groenings gewann mit fünf Yards Vorsprung.

#### 4. Vorlauf
| Platz | Athlet         | Land           | Zeit (s)      |
| ----- | -------------- | -------------- | ------------- |
|       | Laurence Kiely | Großbritannien | im Alleingang |

#### 5. Vorlauf
| Platz | Athlet         | Land           | Zeit (s) |
| ----- | -------------- | -------------- | -------- |
| 1     | William Rand   | USA            | 15,8     |
| 2     | Kenneth Powell | Großbritannien | (16,2)   |
| 3     | Ted Savage     | Kanada         | k. A.    |

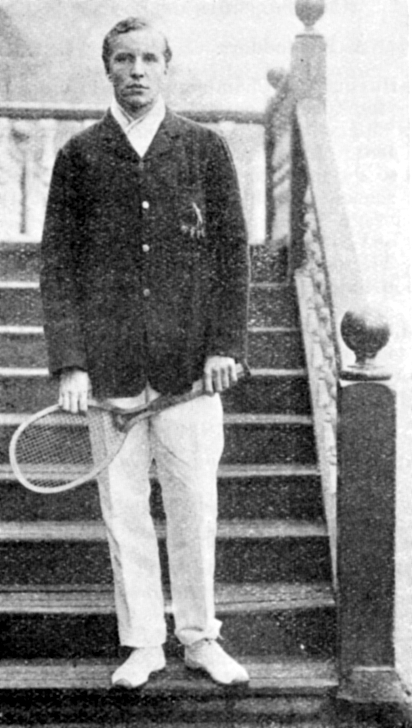
Kenneth Powell – ausgeschieden als Zweiter des fünften Vorlaufs

Der Sieger hatte einen Vorsprung von drei Yards.

#### 6. Vorlauf
| Platz | Athlet         | Land           | Zeit (s) |
| ----- | -------------- | -------------- | -------- |
| 1     | Wallis Walters | Großbritannien | 17,8     |
|       | Oscar Lemming  | Schweden       | DNF      |

#### 7. Vorlauf
| Platz | Athlet          | Land           | Zeit (s)      |
| ----- | --------------- | -------------- | ------------- |
|       | William Knyvett | Großbritannien | im Alleingang |

#### 8. Vorlauf
| Platz | Athlet          | Land    | Zeit (s)      |
| ----- | --------------- | ------- | ------------- |
|       | Fernand Halbart | Belgien | im Alleingang |

#### 9. Vorlauf
| Platz | Athlet      | Land           | Zeit (s)      |
| ----- | ----------- | -------------- | ------------- |
|       | Tim Ahearne | Großbritannien | im Alleingang |

#### 10. Vorlauf
| Platz | Athlet           | Land   | Zeit (s) |
| ----- | ---------------- | ------ | -------- |
| 1     | Forrest Smithson | USA    | 15,8     |
| 2     | Nándor Kovács    | Ungarn | k. A.    |

Der Favorit Forrest Smithson gewann klar mit einem Vorsprung von zehn Yards.

#### 11. Vorlauf
| Platz | Athlet          | Land           | Zeit (s) |
| ----- | --------------- | -------------- | -------- |
| 1     | Eric Hussey     | Großbritannien | 16,8     |
|       | Wilhelm Blystad | Norwegen       | DNF      |

#### 12. Vorlauf
| Platz | Athlet           | Land           | Zeit (s) |
| ----- | ---------------- | -------------- | -------- |
| 1     | Cecil Kinahan    | Großbritannien | 16,8     |
| 2     | Oscar Guttormsen | Norwegen       | k. A.    |

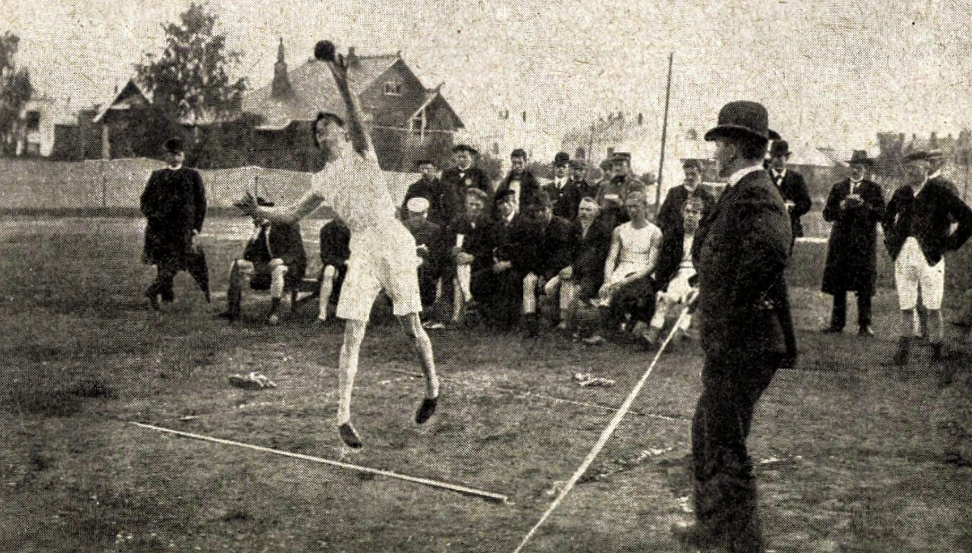
Oscar Guttormsen – hier als Werfer – ausgeschieden als Zweiter des zwölften Vorlaufs

Cecil Kinahan siegte mit einem Vorsprung von zehn Yards.

#### 13. Vorlauf
| Platz | Athlet        | Land           | Zeit (s) |
| ----- | ------------- | -------------- | -------- |
| 1     | Leonard Howe  | USA            | 15,8     |
| 2     | Edward Leader | Großbritannien | (16,1)   |

Leonard Howe siegte mit anderthalb Yards Vorsprung.

#### 14. Vorlauf
| Platz | Athlet      | Land | Zeit (s)      |
| ----- | ----------- | ---- | ------------- |
|       | Arthur Shaw | USA  | im Alleingang |

### Halbfinale (24. Juli)
Da der Belgier Fernand Halbart nicht antrat, wurden die Zwischenläufe zu einer internen Angelegenheit der britischen und US-amerikanischen Läufer. Für das Finale qualifizierten sich nur die vier jeweiligen Sieger – hellgrün unterlegt. In allen vier Läufen setzten sich die Amerikaner durch.
Die in Klammern angegebenen Zeiten stammen aus der unten genannten Literatur von zur Megede und sind vermutlich geschätzt.

#### 1. Halbfinale
| Platz | Athlet           | Land           | Zeit (s) |
| ----- | ---------------- | -------------- | -------- |
| 1     | Arthur Shaw      | USA            | 15,6     |
| 2     | Eric Hussey      | Großbritannien | (16,5)   |
| 3     | Wallis Walters   | Großbritannien | k. A.    |
| 4     | Oswald Groenings | Großbritannien | k. A.    |

Arthur Shaw siegte souverän mit sechs bzw. acht Yards vor Hussey und Walters.

#### 2. Halbfinale
| Platz | Athlet           | Land           | Zeit (s) |
| ----- | ---------------- | -------------- | -------- |
| 1     | Forrest Smithson | USA            | 15,4 ORe |
| 2     | William Knyvett  | Großbritannien | k. A.    |
| 3     | Leonard Howe     | USA            | k. A.    |

In einem hochkarätigen Zwischenlauf egalisierte Forrest Smithson den olympischen Rekord. William Knyvett und Leonard Howe lagen nur knapp zurück.

#### 3. Halbfinale
| Platz | Athlet         | Land           | Zeit (s) |
| ----- | -------------- | -------------- | -------- |
| 1     | William Rand   | USA            | 15,8     |
| 2     | Alfred Healey  | Großbritannien | (15,9)   |
| 3     | Laurence Kiely | Großbritannien | k. A.    |
| 4     | Tim Ahearne    | Großbritannien | k. A.    |

William Rand gewann knapp mit einem Fuß vor Alfred Healey.

#### 4. Halbfinale
| Platz | Athlet          | Land           | Zeit (s) |
| ----- | --------------- | -------------- | -------- |
| 1     | John Garrels    | USA            | 16,2     |
| 2     | Cecil Kinahan   | Großbritannien | k. A.    |
|       | Fernand Halbart | Belgien        | DNS      |

Mit zehn Yards Vorsprung gab es keinen Zweifel am Sieg des US-Amerikaners John Garrels.

### Finale (25. Juli)
Die in Klammern angegebenen Zeiten stammen aus den Angaben bei Sports-Reference sowie zur Megede und sind geschätzt.
| Platz | Athlet           | Land | Zeit (s) |
| ----- | ---------------- | ---- | -------- |
| 1     | Forrest Smithson | USA  | 015,0 WR |
| 2     | John Garrels     | USA  | (15,7)00 |
| 3     | Arthur Shaw      | USA  | (15,8)00 |
| 4     | William Rand     | USA  | (16,0)00 |

Überlegener Sieger des Finallaufs wurde Forrest Smithson, der den bisherigen Weltrekord der drei US-Amerikaner Alvin Kraenzlein, John Garrels und Arthur Shaw deutlich unterbot. Die drei überragenden Hürdensprinter ihrer Zeit, die hier die Medaillen abräumten, waren zuvor noch nie gegeneinander angetreten. Die später weit verbreitete Legende, Smithson habe das Rennen mit einer Bibel in der linken Hand bestritten, um gegen die Austragung an einem Sonntag zu protestieren, ist nachweislich falsch. Erstens gab es am Sonntag überhaupt keine Wettkämpfe, und zweitens zeigt das im offiziellen Bericht abgebildete Foto eine nach dem Rennen gestellte Szene. Allerdings soll er im Training, wenn andere zusahen, oftmals mit einem Buch in der Hand gelaufen sein, um seinen Gegnern zu imponieren.

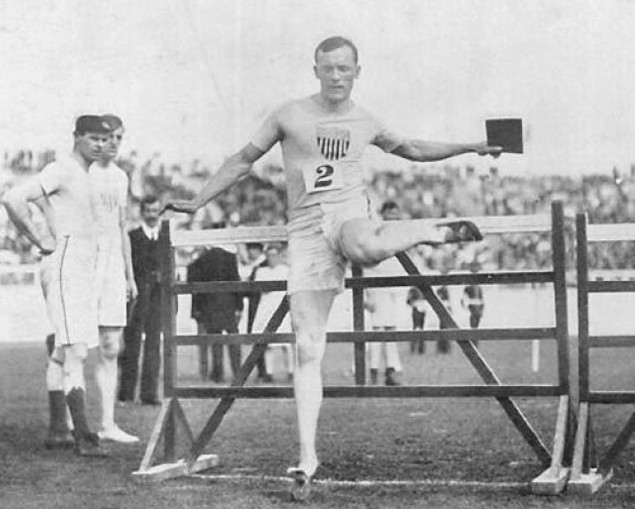
Olympiasieger Forrest Smithson – hier in einer nachträglich gestellten Szene mit einem Buch in der Hand
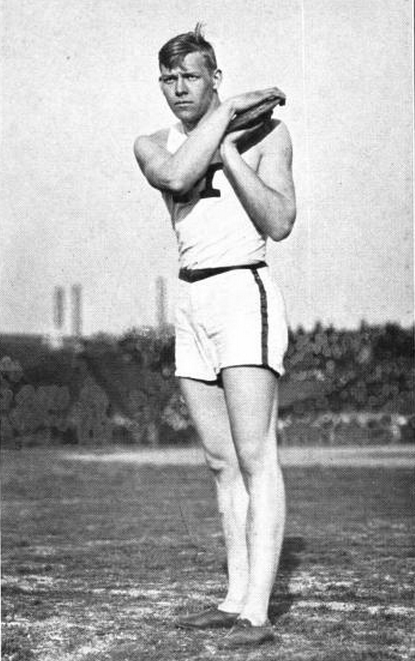
Silbermedaillengewinner John Garrels – auf dem Foto als Diskuswerfer